# 無宗教
無宗教（むしゅうきょう、Irreligion）は、概して特定の宗教を信仰しない、または信仰そのものを持たないという思想・立場を指す。無宗教はしばしば無神論と混同されるが、それとは異なる概念である。

## 無宗教の背景と成立要件

無宗教の割合。Pew Research Center(2010)の調査より。

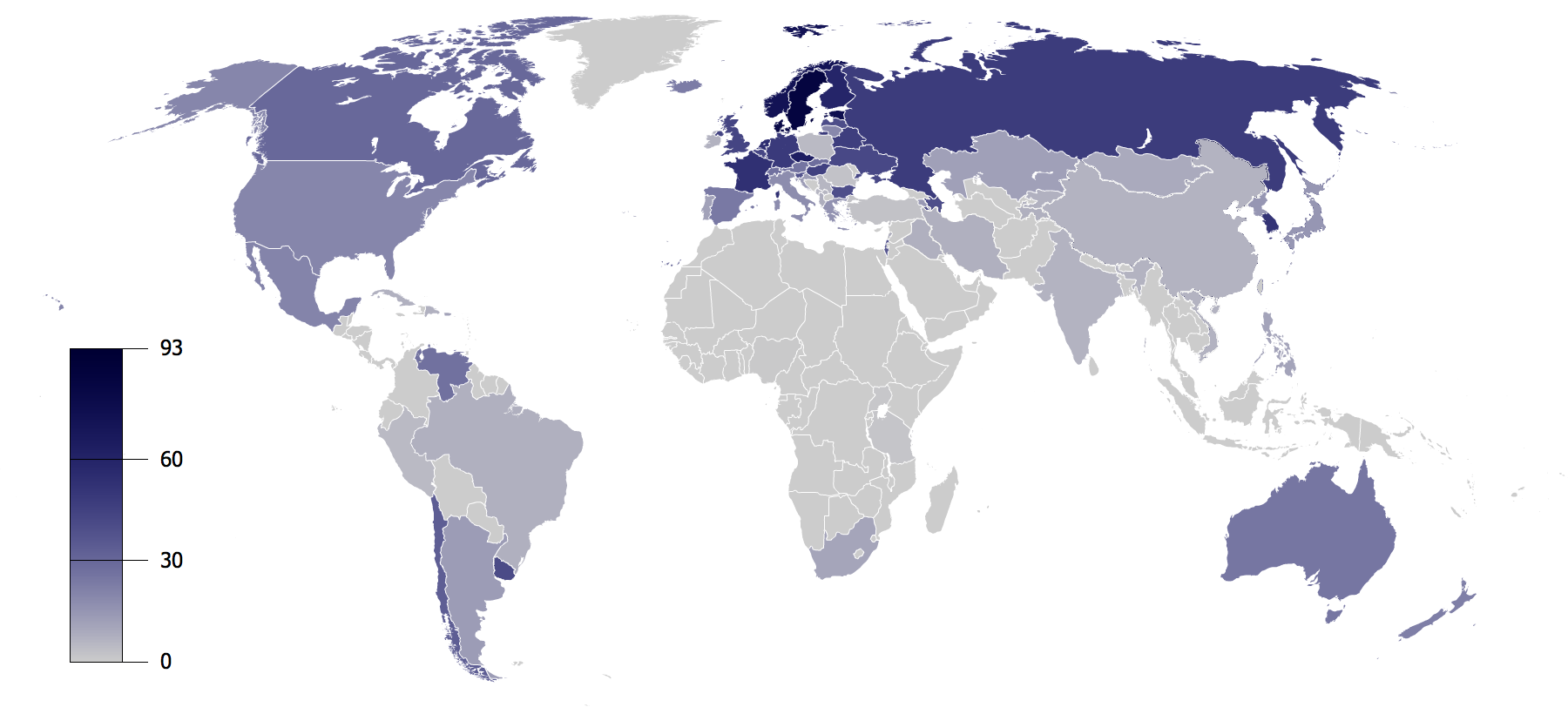
無神論と不可知論の割合。電通総研（2006）およびズッカーマン（2005）の調査より。

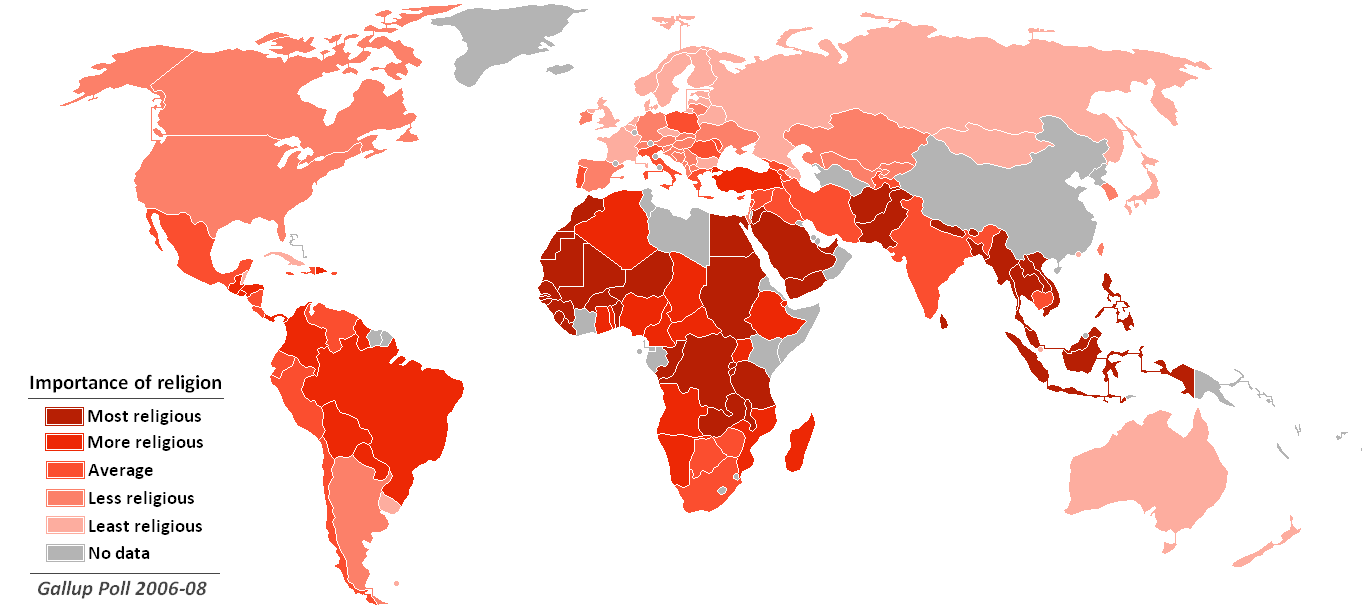
宗教は重要であると答えた人の割合。米ギャラップ(2006-2008)の調査より。

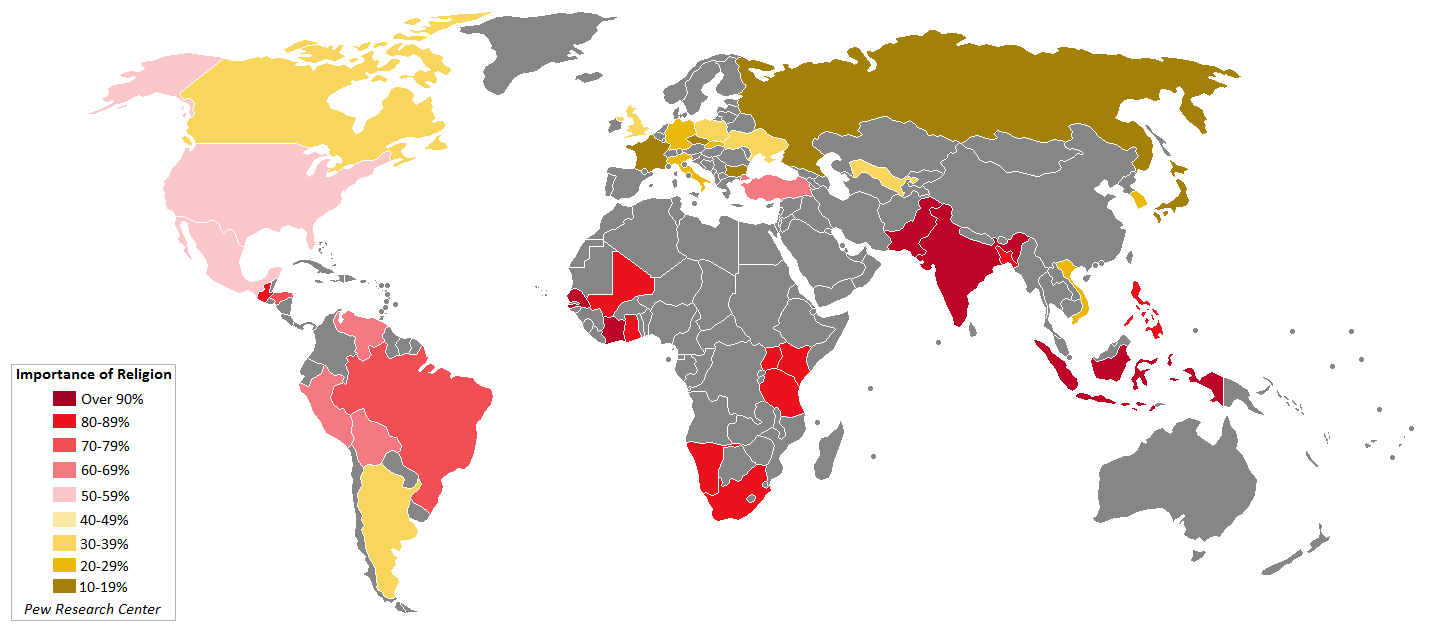
宗教は重要であると答えた人の割合。Pew Research Center(2002)の調査より。

無宗教が成立するには、以下の2つの要件があるとされる。
- 信仰を持たない自由を含めた信教の自由が保証されている国家で、居住環境周辺の共同体によって特定の信仰を強制されることが無い、あるいは回避しても社会的な制裁を科されることのない生活が保証され、なおかつ周知されていること。
- 特定の宗教や信仰に傾倒、ないし取り込まれることを能動的に避けるための、広範な知識や教養を得られる環境があること。

これらの条件を満たすことのない途上国などでは、自らがそれを望むと望まざるとを問わず、またそれを自覚し得るか否かをも問わず、自動的に何らかの文化的な因習・慣習を含む信仰・宗教に組み込まれ、離脱を許されずにいるとする見解もある。

## 無神論との違い
狭義の無神論は、神が存在しないことを積極的に主張することである。この点において、無神論は一種の思想であり主張である。一方で、無宗教とは宗教的主張がないことであり、神の存在を必ずしも否定しない。無宗教者の中には、特定の宗教に属していないが、神に類する超越的存在を認めている者もいる。また日本においては、神道における「八百万の神々」が潜在的に根付いており、万物に神様が宿るなどの、いわゆる多神論的な環境となっているが、その中で「唯一の神」が存在しないことを積極的に主張する論理もある。

## 日本と無宗教
日本は統計上、家がある寺の檀家であったり、地域の付き合いでお宮代を払っているなどの事情で、本人の意識にかかわらず統計上は仏教徒や神道信者として扱われてしまうため、各宗教の信者の合計が総人口を超えてしまう異様な値を示している。しかし実際には、無宗教を自覚する人の割合が多い国である。ただし、無宗教は無神論を意味しないため、習慣的に宗教的行為を行っている人も多い。思想が変わらない同一人物が、神社や寺院へ同じ日に参拝に行ったり、結婚式は牧師の司式のもとで神に誓いを述べ指輪を交換する「キリスト教式」、葬儀は僧侶が声に出して経典を読み上げる「仏教式」を行ったりするなど、複数の宗教が混在しているのも特徴である。
日本は世界上位の無宗教率となっているが、無宗教を標榜しながら家に神棚や仏壇を用意し、正月になれば神社や寺院に初詣に出かけるなど、宗教との関わりを一切断ち切るヨーロッパ社会における無宗教とは事情が異なる。にも拘わらず日本人が無宗教を自認するケースが多いのは、明治以前に宗教全体を指す意味での「宗教」という言葉が存在せず、それ以前において仏教を宗教ではなく法律、人道として捉えていたためである。日本人が無宗教を自認するケースが多い理由としては神仏分離の影響もあり、新宗教の強引な布教による宗教のイメージ悪化から自分が信仰を持っているとは言いづらくなったという事情も関係している。キリスト教の洗礼のような入信の儀式が仏教にはないのも大きい。

## 規模

### 総数
2012年12月18日、調査会社ピュー・リサーチ・センターの発表の世界の宗教動向に関する調査によれば、世界の無宗教者（無神論者ではないことに注意）の総数は約11億人で、キリスト教、イスラム教に続く規模となっている。

### 国別の調査
ギャラップの調査は無宗教に最も広い定義を用いている。質問は「宗教は重要ですか？」で、下の値は「いいえ」と答えた人の割合を示す。電通総研は「宗教を持たない」と答えた人の割合である。フィリップ・ズッカーマンの調査は無神論者と不可知論者であると答えた人の割合である。ギャラップの調査は2007年から2008年に、電通総研の調査は2006年に、ズッカーマンの調査は2005年に行われた。
イギリスで社会調査を行っている国立社会調査センター（National Centre for Social Research）が発表した信仰している宗教に関する調査によると、現在イギリスで何の宗教も信じていないという人の割合が、半数以上の53％に達したという。
| 国・地域         | ギャラップ | 電通 | ズッカーマン |
| ---------------- | ---------- | ---- | ------------ |
| 中国             |            | 93%  | 8 – 14%      |
| スウェーデン     | 83%        | 25%  | 46 – 85%     |
| デンマーク       | 80%        | 10%  | 43 – 80%     |
| ノルウェー       | 78%        |      | 31 – 72%     |
| アゼルバイジャン | 74%        |      |              |
| チェコ           | 74%        | 64%  | 54 – 61%     |
| フランス         | 73%        | 43%  | 43 – 54%     |
| 日本             | 73%        | 52%  | 64 – 84%     |
| イギリス         | 71%        |      | 31 – 44%     |
| フィンランド     | 69%        | 12%  | 28 – 60%     |
| モンゴル         | 69%        |      | 9%           |
| オーストラリア   | 68%        |      | 24 – 25%     |
| オランダ         | 66%        | 55%  | 39 – 44%     |
| ニュージーランド | 66%        |      | 20 – 22%     |
| ベラルーシ       | 65%        | 48%  | 17%          |
| キューバ         | 64%        |      | 7%           |
| ロシア           | 63%        | 48%  | 24 – 48%     |
| ドイツ           | 62%        | 25%  | 41 – 49%     |
| ベトナム         | 61%        | 46%  | 81%          |
| 台湾             | 58%        |      | 24%          |
| ウルグアイ       | 57%        |      | 12%          |
| 韓国             | 54%        | 37%  | 30 – 52%     |
| イスラエル       | 50%        |      | 15 – 37%     |
| シンガポール     | 49%        |      | 13%          |
| アイルランド     | 42%        | 7%   |              |
| チリ             | 29%        | 34%  |              |
| アメリカ合衆国   | 33%        | 20%  | 3 – 9%       |
| キルギス         | 31%        |      | 7%           |
| ギリシャ         | 30%        | 4%   | 16%          |
| メキシコ         | 29%        | 21%  |              |
| イタリア         | 26%        | 18%  | 6 – 15%      |
| アイスランド     |            | 4%   | 16 – 23%     |
| ルーマニア       | 18%        | 2%   |              |
| ドミニカ共和国   | 17%        |      | 7%           |
| インド           | 17%        | 7%   |              |
| イラク           | 17%        |      |              |
| イラン           | 16%        | 1%   |              |
| ペルー           | 14%        | 5%   |              |
| プエルトリコ     | 13%        | 11%  |              |
| 南アフリカ共和国 | 12%        | 11%  |              |
| フィリピン       | 5%         | 11%  |              |
| トルコ           | 9%         | 3%   |              |
| ナイジェリア     | 5%         | 1%   |              |
| アフガニスタン   | 3%         |      |              |
| パキスタン       | 3%         |      |              |
| アラブ首長国連邦 | 2%         |      |              |
| エジプト         | 0%         |      |              |

### 世界の無宗教化の実態
島田裕巳によると世界の無宗教化が進んでいるという（2017年時点）。その様子は以下の通りである。
日曜日午前中のフランスの教会は、ミサに数十人しか参列しないため、数百ある席が前方しか埋まらない。というのも、1958年の時点で毎週日曜日に教会に出向き、ミサに参列するフランス人は国民全体の35%に及んでいたのが、2004年時点ですでに5%にまで低下していた。フランス国内での司祭希望者も1950年代には毎年1000人程度いたが、1990年代になるとそれが毎年100人程度に減っている。ある調査によると、2010年の時点でフランスにおける無宗教者と不可知論者が合計29%、無神論者が13%、2つを合わせて42%という結果も出ている。昨今ドイツでは教会税を支払いたくないために教会を離脱する若者が増えているといい、結婚式を終えると離脱するパターンが定着している。
アメリカでさえ無宗教化の波は例外ではない。2015年時点(世論調査会社のギャラップの調査)では毎週教会に通っている割合がトップのユタ州で51%、ミシシッピ州、アラバマ州、ルイジアナ州、アーカンソー州といった南部の州で45～47%と、ヨーロッパ各国の数字と比べるなら驚異的に高い。全州で最も出席率が低いバーモント州ですら17%、ニューイングランドの各州で20%台前半程度と、ヨーロッパに比べればまだ高い。これだけ見ればアメリカは信仰心の高い国に見えるが、1990年に8%だった無宗教者が2010年に18%を記録し、国内で20年間に無宗教者が3500万人も増えた計算になり、やはり無宗教化していると言える。